# Gamarra Mayor
Pour les articles homonymes, voir Gamarra (homonymie).
Gamarra Mayor en espagnol ou Gamarra Nagusia en basque est une commune ou une contrée appartenant à la municipalité de Vitoria-Gasteiz dans la province d'Alava, située dans la Communauté autonome basque en Espagne.
Il s'agit d'un des villages les plus grands de la Zone Rurale Nord-Est de Vitoria.
Il se situe à 4.5 km du centre de Vitoria-Gasteiz en direction nord, sur la rive droite de la rivière Zadorra, Gamarra est déjà pratiquement uni réseau urbain de la ville de Vitoria-Gasteiz, dont il est seulement séparé par la rivière. Tout l'espace qui existait anciennement entre la ville et le village a été occupé par une grande zone industrielle connue comme « Polígono Industrial de Gamarra » (en euskara et officiellement : Gamarrako Industrialdea), dont l'urbanisation a commencé en 1957. L'avenue qui traverse ce polígono industrial et arrive jusqu'au village reçoit le nom de Portal de Gamarra. On accède à Gamarra par une des principales entrées à la ville de Vitoria à travers ce couloir, tant depuis l'autoroute A-1 (Madrid-Irun), que depuis l'autoroute A-240 (provenant de l'Debagoiena), fait par conséquent de Gamarra un important nœud routier de communications.
Dans le peuple il y a plusieurs restaurants et bars, qui vivent principalement grâce à la proximité de la zone industrielle et par la localisation stratégique du village à l'entrée de Vitoria-Gasteiz. On trouve aussi ici l'école de l'hôtellerie de Gamarra, qui dispose d'un restaurant où les élèves peuvent travailler.
La paroisse de l'Asunción est une église construite pour la plupart au XVIIIe siècle. La localité a le statut de « villa » de Vitoria depuis 1332, quand il a été cédé à Vitoria par le roi Alphonse XI. Il a aussi été la scène de l'une bataille de la Guerre d'indépendance espagnole, batailles dans la Guerre des Communautés, et dans la Première Guerre carliste.

## Personnalités liées à la commune
- Francisco de Gamarra (1561-1626) : a été évêque d'Avila et de Carthagène, outre chapelain de Philippe III. Sa tombe se trouve dans la paroisse du village.
- Domingo Ambrosio de Aguirre (1783-1857) : abbé et fondateur du Séminariste de Vitoria-Gasteiz. Il a en outre effectué une importante tâche philanthropique à Cuba.

## Voir également
- Liste des municipalités de la province d'Alava